# Miguel Tobón
Pour les articles homonymes, voir Tobón.
Miguel Tobón, né le 22 juin 1968 à Medellín, est un joueur colombien de tennis, professionnel entre 1989 et 2001.

## Carrière
Classé 10e mondial junior en 1985, Miguel Tobón rejoint ensuite une université américaine au Texas.
Demi-finaliste du Challenger de Bogota en 1991, il remporte ce tournoi en double en 1993 avec Mauricio Hadad. Également demi-finaliste du tournoi ATP au même endroit en 1994 après être sorti des qualifications, il y atteint de manière inattendue la finale en 1995, écartant Javier Frana au premier tour (40e), ainsi que Karim Alami et Fernando Meligeni. Il est finalement battu par Nicolás Lapentti (6-2, 1-6, 4-6) qui disputait alors le premier tournoi ATP de sa carrière.
Il remporte le tournoi Satellite de Colombie en 1992 et trois titres en catégories Futures. Il compte cinq participations aux qualifications des tournois du Grand Chelem entre 1993 et 1996.
Joueur de Coupe Davis pour la Colombie à 23 reprises de 1987 à 2001, il contribue notamment à la montée de son équipe en première division continentale en 1997 après avoir écarté le 40e mondial Marcelo Filippini (7-6, 5-7, 7-6, 6-1), tout en étant alors classé 584e. En 1998, il rencontre le n°2 mondial Marcelo Ríos contre lequel il perd une rencontre sans enjeu. En 1999, il bat Daniel Nestor au premier tour de la zone continentale.
Capitaine de l'équipe de Coupe Davis en 2005, il est aussi l'entraîneur d'Alejandro Falla et de Santiago Giraldo. En 2019, il fait l'objet d'une suspension d'un an pour avoir accepté des commissions en échange de l'attribution d'invitations lors de compétitions en Colombie.
Son fils Miguel Jr. atteint le 14e rang mondial sur le circuit ITF Junior en 2024.

## Palmarès

### Finale en simple
| No | Date       | Nom et lieu du tournoi | Catégorie    | Dotation  | Surface      | Vainqueur        | Score         |  |
| -- | ---------- | ---------------------- | ------------ | --------- | ------------ | ---------------- | ------------- |  |
| 1  | 11-09-1995 | Colombia Open, Bogota  | World Series | 303 000 $ | Terre (ext.) | Nicolás Lapentti | 2-6, 6-1, 6-4 |  |